# Pierre Ségelle
Pierre Ségelle, né le 11 septembre 1899 à Médéa (Algérie française) et mort le 8 octobre 1960 dans le 16e arrondissement de Paris, est un médecin et homme politique français.
Membre de la SFIO, il est plusieurs fois ministre sous la présidence de Vincent Auriol, député du Loiret de 1945 à 1958 et maire d'Orléans de 1954 à 1959.

## Biographie

### Enfance et études
Pierre Ségelle nait le 11 septembre 1899 à Médéa, ville du nord de l'Algérie. Ayant pour père un médecin militaire régulièrement muté, il vit successivement à Montpellier, Paris et en Allemagne. Après l'installation de son père en qualité de dentiste à Amboise (Indre-et-Loire), la famille se fixe dans les environs. Pierre Ségelle suit des études au collège de Pontlevoy (Loir-et-Cher) puis obtient un bac littéraire en 1916 et suit des études de médecine.
À la fin de la Première Guerre mondiale, au cours de l'année 1918, il est mobilisé en qualité de médecin auxiliaire de l'armée française d'Orient. En 1920, il reprend ses études à la faculté de médecine de Paris où il obtient son doctorat.
En 1929, il commence sa carrière de médecin généraliste dans un milieu rural puis s'installe dans le département du Loiret à Orléans où il exerce successivement en tant que médecin-adjoint de l'hôtel-Dieu, médecin-chef de service de 1932 à 1938 puis médecin-chef des services sociaux de la sécurité sociale.

### Seconde Guerre mondiale
Au cours de la Seconde Guerre mondiale, Pierre Ségelle s'engage dans la Résistance intérieure française en devenant l'un des dirigeants du mouvement Libération-Nord du Loiret avec lequel il participe à des actions de renseignements d'accueil d'évadés, de filière de fuites. À la suite du démantèlement de Libération-Nord d'octobre à décembre 1943, Pierre Ségelle est incarcéré à la prison d'Orléans puis transféré dans le département de l'Oise à Compiègne.
Le 2 juillet 1944 il est déporté dans le camp de concentration de Dachau en Allemagne puis est successivement transféré dans les camps de Neckarelz et Kochem, deux camps annexes de Natzweiler, Dora puis Ellrich. Il est libéré en mai 1945. À son retour, il s'engage dans plusieurs associations : l’amicale des anciens déportés, internés et familles du Loiret, l’amicale nationale des déportés de Dora et d'Ellrich ou la fédération nationale des anciens de la résistance.

### Carrière politique
Pierre Ségelle commence sa carrière politique après la Seconde Guerre mondiale. Il est d'abord délégué à l'Assemblée consultative provisoire à Paris en 1945 dans le cadre de laquelle il est nommé membre de la commission de la France d'outre-mer, de la commission de la réforme de l’État et de législation et de la commission du travail et des affaires sociales le 29 juillet 1945.
Lors des élections législatives de 1945, il est investi par la Section française de l'Internationale ouvrière (SFIO) et conquiert un siège de député dans le Loiret. Il siège à la première assemblée nationale constituante du 21 octobre 1945 au 10 juin 1946 dans laquelle il est nommé membre de la commission des pensions civiles et militaires et des victimes de la guerre et de la répression et de la commission du travail et de la sécurité sociale. Après sa réélection le 2 juin 1946, il poursuit son travail dans les mêmes commissions au sein de la seconde assemblée nationale constituante jusqu'au 27 novembre 1946. Lors des élections de novembre 1946, il est réélu le 10 novembre 1946 pour la Ire législature de la Quatrième République.
Il assure la fonction de ministre de la santé publique et de la population dans le troisième gouvernement de Léon Blum du 16 décembre 1946 au 22 janvier 1947 puis celle de ministre du travail et de la sécurité sociale dans le deuxième gouvernement Georges Bidault du 29 octobre 1949 au 7 février 1950 au moment de la création du salaire minimum interprofessionnel garanti (SMIG).
Il est nommé chevalier de la Légion d'honneur le 4 octobre 1950.
Il est réélu député du Loiret à deux reprises : le 17 juin 1951 lors des élections législatives de 1951 pour la IIe législature de la Quatrième République puis le 2 janvier 1956 lors des élections législatives de 1956 pour la IIIe législature de la Quatrième République.
Il est élevé au grade d'officier de la Légion d'honneur le 21 mars 1952.
Après avoir été élu conseiller municipal de la ville d'Orléans dès 1947, Pierre Ségelle devient maire d’Orléans de 1954 à 1959.

## Décorations
- Commandeur de la Légion d'honneur (11 avril 1956)[5]
- Croix de guerre 1939–1945
- Médaille de la Résistance française (3 aout 1946)[6]
- Croix du combattant volontaire de la Résistance
- Commandeur de l'ordre de la Santé publique